# داوود بهادراني
داوود بهادراني (بالفارسية: داود بهادری) (من مواليد 14 يناير 1994) هو لاعب كرة قدم إيراني.

## مسيرته الكروية

### السنوات المبكرة
بدأ بهادري مسيرته مع نادي صبا قم. في وقت لاحق انضم نادي سباهان أصفهان وقضى موسمين معهم.[بحاجة لمصدر]

### صبا قم
انتقل إلى نادي صبا قم في شتاء 2010. ظهر لأول مرة له مع صبا قم ضد نادي راه آهن في 20 سبتمبر 2013 كبديل عن ماجد حوتان. وقد مدَّد عقده لمدة ثلاث سنوات في 1 يوليو 2014.

## مسيرته الدولية
مثَّلَ بهادراني منتخب إيران تحت 17 سنة لكرة القدم في بطولة آسيا للناشئين تحت 16 عاما 2010. وقد كان ضمنَ منتخب إيران تحت 20 سنة لكرة القدم خلال عام 2011 إلى 2012.

## إحصائياته الكروية
آخر تحديث 14 يونيو 2019.
| النادي      | الدوري                  | الدوري   | الدوري  | الدوري | كأس حذفي | كأس حذفي | مسابقات قارية | مسابقات قارية | المجموع | المجموع |
| النادي      | الدرجة                  | الموسم   | مباريات | أهداف  | مباريات  | أهداف    | مباريات       | أهداف         | مباريات | أهداف   |
| ----------- | ----------------------- | -------- | ------- | ------ | -------- | -------- | ------------- | ------------- | ------- | ------- |
| نادي صبا قم | دوري المحترفين الإيراني | 1013–14  | 1       | 0      | 0        | 0        | —             | —             | 1       | 0       |
| نادي صبا قم | دوري المحترفين الإيراني | 2014–15  | 4       | 0      | 0        | 0        | —             | —             | 4       | 0       |
| نادي صبا قم | دوري المحترفين الإيراني | 2015–16  | 9       | 0      | 1        | 0        | —             | —             | 10      | 0       |
| نادي صبا قم | دوري المحترفين الإيراني | 2016–17  | 8       | 0      | 0        | 0        | —             | —             | 8       | 0       |
| نادي صبا قم | دوري آزادغان            | 2017–18  | 16      | 1      | 0        | 0        | —             | —             | 16      | 1       |
| الإجمالي    | الإجمالي                | الإجمالي | 38      | 1      | 1        | 0        | —             | —             | 39      | 1       |

## روابط خارجية
- داوود بهادراني على موقع Soccerway.com (الإنجليزية)